# Marconi (metropolitana di Torino)
Marconi è una fermata della metropolitana di Torino, aperta il 6 marzo 2011 in occasione del terzo prolungamento della M1 (ramo da Porta Nuova al Lingotto), situata in largo Marconi, all'angolo tra via Nizza e corso Marconi (già Valentino).
Si trova in via Nizza, nel quartiere commerciale nella parte sud del centro di Torino.
Dalla Stazione Marconi è possibile raggiungere a piedi il Castello del Valentino e il Parco del Valentino.

## Servizi
- Biglietteria automatica
- Accessibilità per portatori di handicap
- Ascensori
- Scale mobili
- Stazione video sorvegliata